# Pörge Gergely
Pörge Gergely (Pest, 1858. május 19. – Újpest, 1930. április 23.) festőművész, grafikus.

## Pályafutása
Művészi tanulmányait az Országos Mintarajziskolában, majd Münchenben, Wagner Sándor mellett végezte. Hazatérve, a Benczúr-iskolának is tagja volt. Főleg kisméretű, élénk vásári és tanyai képeivel szerzett jó nevet. 1903-ban és 1904-ben részt vett a Nemzeti Szalon kiállításain. 1921-ben megkapta a Tolnai Simon díjat. Több rajzát és városképét a Magyar Történelmi Képcsarnok grafikai gyűjteményében őrzik.

## Galéria

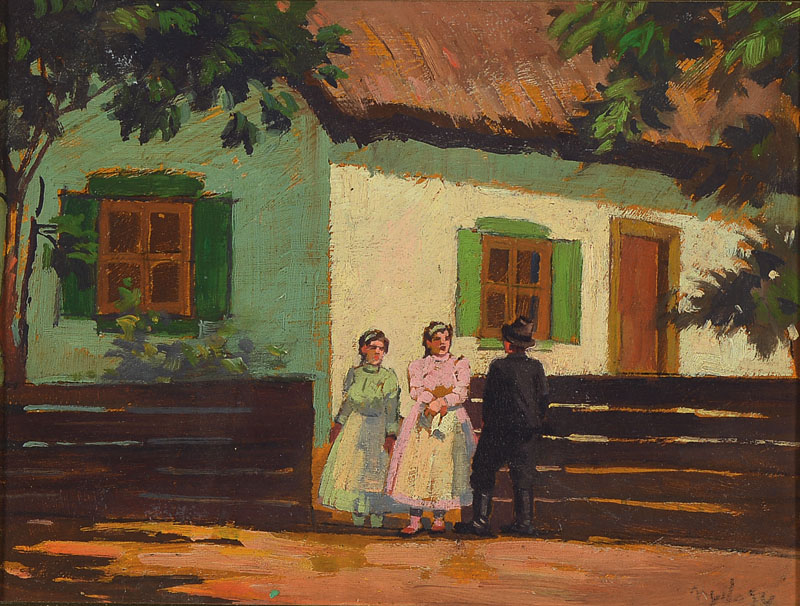
Ház előtt beszélgető emberek, olaj, tábla, év nélkül
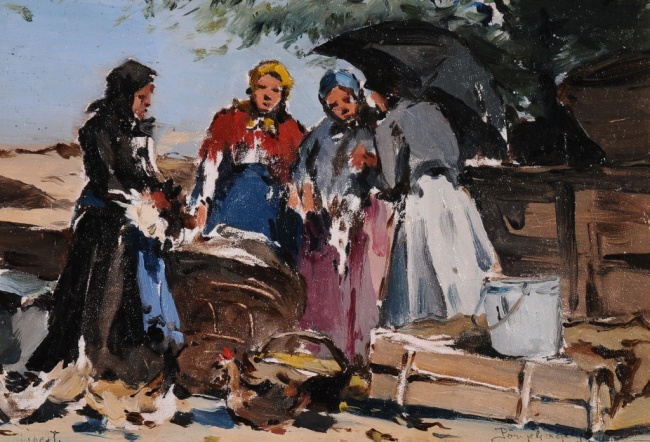
Vásár, olaj, tábla, 1914
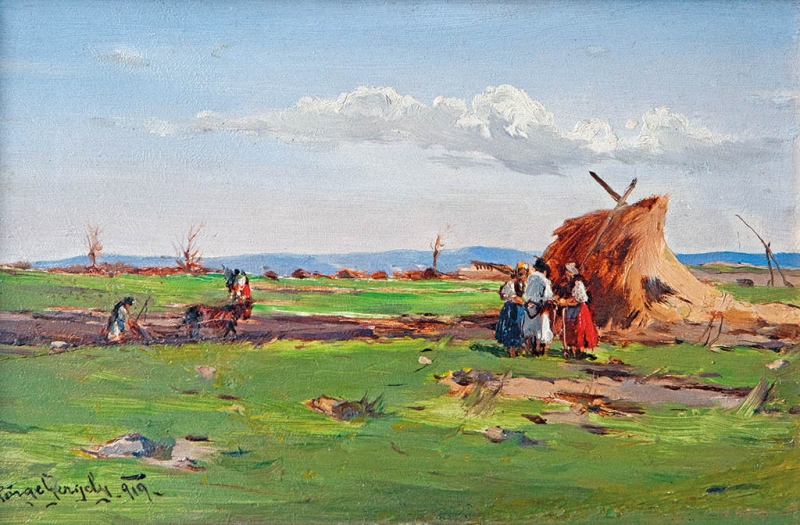
A földeken, olaj, vászon, 1919
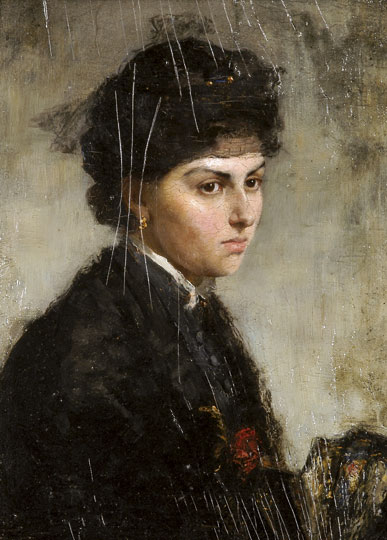
Női portré, olaj, tábla, év nélkül
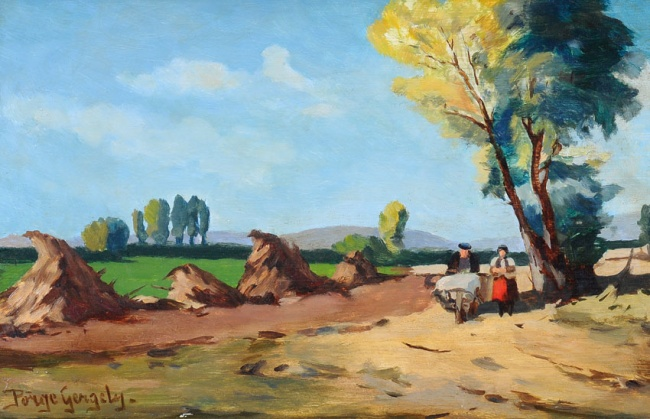
Nyári táj, olaj, tábla, év nélkül
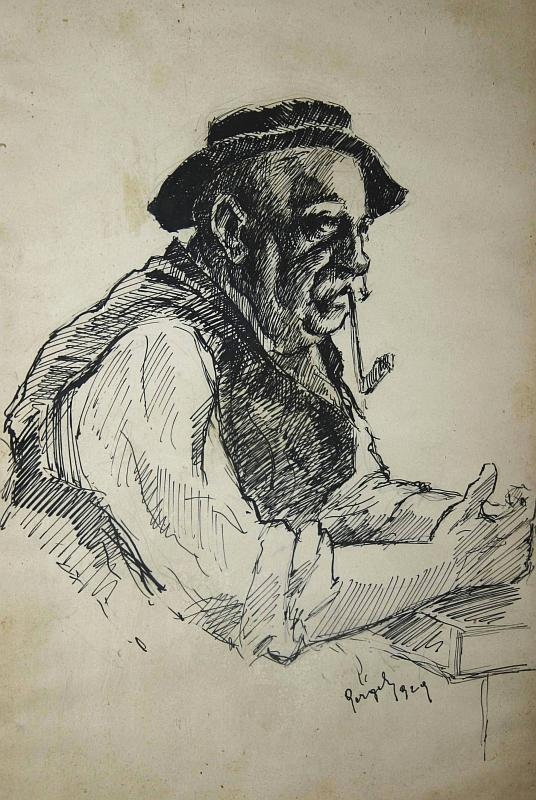
Pipás parasztember, tinta, 1929